# Datagram Delivery Protocol
Протокол доставки дейтаграмм (англ. Datagram Delivery Protocol, DDP) — часть стека протоколов компьютерной сети AppleTalk, предназначенного, в основном, для доставки дейтаграмм от сокета к  сокету; относится к сетевому уровню модели OSI.
Все протоколы уровней выше, в том числе протоколы инфраструктуры — протокол связывания имён (NBP), протокол ведения таблиц маршрутизации (RTMP) и протокол зональной информации (ZIP) — работают с использованием DDP.